# Salomea Odonicówna
Salomea Odonicówna (ur. 1225/1235, zm. w kwietniu 1267/1274) – księżniczka wielkopolska z rodu Piastów, córka wielkopolskiego księcia Władysława Odonica i Jadwigi o dyskusyjnym pochodzeniu.
W 1249 została przez starszego brata Przemysła I wydana za mąż za Piasta śląskiego Konrada I, syna Henryka II Pobożnego. Małżeństwo to miało wymiar polityczny i skierowane było przeciwko Bolesławowi Rogatce, który dzięki temu sojuszowi zmuszony został do wydzielenia Konradowi księstwa głogowskiego i rezygnacji z pretensji do Wielkopolski. Uroczystości weselne odbyły się w Poznaniu, a nowożeńców pobłogosławili arcybiskup gnieźnieński Pełka i biskup poznański Boguchwał II.
Niewiele wiadomo o rządach Salomei jako księżny głogowskiej. Można przypuszczać tylko, że starała się utrzymywać poprawne i żywe stosunki ze swymi braćmi, książętami wielkopolskimi. Była również hojnym darczyńcą na rzecz klasztorów św. Marii Magdaleny w Nowogrodźcu nad Kwisą oraz dominikanów w Głogowie.
Z małżeństwa z Konradem doczekała się sześciorga dzieci. Byli to trzej synowie: Henryk, Konrad i Przemko oraz trzy córki: Anna (żona Ludwika II Bawarskiego), Eufemia (żona Albrechta II, hrabiego Gorycji) i Jadwiga (ksieni klarysek we Wrocławiu).
Od Konrada i Salomei wywodzi się linia Piastów głogowskich i żagańskich, wygasła w 1504 na Janie II Szalonym.
Data śmierci nie jest znana; wiadomo tylko, że musiało to nastąpić jeszcze za życia Konrada. Pochowana została w klasztorze dominikańskim w Głogowie. Według Kroniki książąt polskich Piotra z Byczyny Salomeę otaczał nimb świętości. Nie zachowały się jednak żadne ślady starań o beatyfikację.
W kolegiacie NMP w Głogowie zachowała się do dziś (obecnie przechowywana w Muzeum Narodowym w Poznaniu) rzeźba gotycka  przedstawiająca postać Salomei.